# Morphodexia palpalis
Morphodexia palpalis är en tvåvingeart som beskrevs av Aldrich 1934. Morphodexia palpalis ingår i släktet Morphodexia och familjen parasitflugor. Inga underarter finns listade i Catalogue of Life.